# 안성 굴암사 마애여래좌상
안성 굴암사 마애여래좌상은 경기도 안성시 대덕면 진현리에 있는 불상이다. 1986년 5월 22일 안성시의 향토유적 제11호로 지정되었다.

## 개요
조선시대 조성한 것으로 보이며, 거대한 화강암의 암벽에 조각한 불상으로서 암벽동쪽에 양각된 이 마애여래좌상은 큼직한 원형(圓形)의 두광(頭光)을 갖추고 있으나, 약 30년 전에 지은 보호 건물로 인하여 그 일부가 가려져 있다. 
머리는 소발(素髮)이며 육계가 있다. 상호(相好)는 원만하고 양미간(兩眉眼)·비량(鼻梁)·구순(口脣)이 정제되었고 크게 늘어진 양귀는 어깨 위까지 크게 늘어져 있다. 목에는 3도(道)가 있고, 법의는 통견(通肩)으로 의문(衣文)이 뚜렷하게 조각되어 있다. 오른손은 가슴 앞에 들어 수인은 엄지와 검지를 맞붙인 전법륜인(轉法輪印)을 지었으며, 왼손에는 원형지물을 들어 아랫배 부분에 놓았다. 
양 무릎은 결가부좌(結跏趺座)하고 있으며, 마애불의 전면에 백색칠을 해 놓았다. 전체 높이는 354cm, 어깨폭 160cm, 무릎폭 260cm, 무릎높이 90cm이다.

## 참고 자료
- 굴암사마애여래좌상 - 안성문화관광/시지정문화재